# Acacia acuifera
Acacia acuifera é uma espécie de leguminosa do gênero Acacia, pertencente à família Fabaceae.